# Goin' In
Goin' In è un brano musicale della cantante pop statunitense Jennifer Lopez, pubblicato l'8 giugno 2012 come secondo singolo dell'album-raccolta Dance Again... the Hits.

## Descrizione
Scritto da Joseph Angel, Tramar Dillard, David Quiñones, Coleridge Tillman, Michael Warren e Jamahl "GoonRock" Listenbee (anche produttore del brano), il brano fu inciso dapprima da la sola Lopez e in un secondo momento anche con i rapper Flo Rida e Lil Jon (nonostante il suo nome non compaia ufficialmente).
Il brano fa anche parte della colonna sonora del film Step Up Revolution e debuttò ufficialmente il 23 maggio con una performance di Lopez nella stagione finale di American Idol.

## Accoglienza

### Performance commerciale
Nella settimana del 6 agosto Goin' In conquistò la vetta della classifica dance americana assegnando così a Lopez la sua tredicesima hit numero uno in quella classifica. Oltre a ciò, Goin'In è la sua decima hit numero uno consecutiva nella classifica, pareggiando così la performance di Katy Perry come numero di hit consecutive.

### Giudizio dei critici
Robbie Daw del sito web "Idolator" commentò che Goin' In è "il brano da club più forte che si sia mai sentito da JLo negli anni recenti". Rick Florino (di Artist Direct) indica Goin' In come un "tema estivo che non ti abbandona la testa finché la stagione da bikini non finisce". Aggiunge inoltre che "ancora una volta, Jennifer Lopez ci lascia una canzone dance di ultima generazione". Il commento di Amy Sciarretto (di Pop Crush) fu nominare Goin' In come una delle canzoni più dinamiche di Jennifer Lopez. Oltre a ciò fa notare che la "scienza dei testi" di Flo Rida da alla canzone un "tocco urban".

## Video musicale
Il videoclip inizia con Jennifer Lopez con degli Swarovski sulle labbra. In altre scene la si può vedere ballare e cantare, insieme a Flo Rida in diversi ambienti pieni di luci psichedeliche. Proprio in virtù del fatto che il brano fa parte della colonna sonora di Step Up Revolution, alla conclusione del video compare la scritta Step Up Revolution.
Il video ha ottenuto la certificazione Vevo.

## Tracce
- Download digitale[10]

1. "Goin' In" – 4:07

- Download digitale — remix[11]

1. "Goin' In" (Michael Woods Remix) – 6:22
2. "Goin' In" (Michael Woods Remix Edit) – 4:14
3. "Goin' In" (Michael Woods Dub) – 6:22
4. "Goin' In" (Michael Woods Instrumental) – 6:22
5. "Goin' In" (Gustavo Scorpio Club Mix) – 7:44
6. "Goin' In" (Gustavo Scorpio Edit) – 4:35
7. "Goin' In" (Gustavo Scorpio Dub) – 7:44
8. "Goin' In" (Jacob Plant Remix) – 4:40

## Classifiche
| Classifica (2012) | Posizione massima |
| ----------------- | ----------------- |
| Austria           | 58                |
| Canada            | 54                |
| Germania          | 67                |
| Honduras          | 28                |
| Italia            | 99                |